# Mérignac (Charente)
Mérignac és un municipi francès situat al departament del Charente i a la regió de la Nova Aquitània. L'any 2007 tenia 702 habitants.

## Demografia

### Població
El 2007 la població de fet de Mérignac era de 702 persones. Hi havia 272 famílies de les quals 44 eren unipersonals (20 homes vivint sols i 24 dones vivint soles), 126 parelles sense fills, 98 parelles amb fills i 4 famílies monoparentals amb fills.
La població ha evolucionat segons el següent gràfic:
Habitants censats

### Habitatges
El 2007 hi havia 327 habitatges, 283 eren l'habitatge principal de la família, 16 eren segones residències i 27 estaven desocupats. 322 eren cases i 2 eren apartaments. Dels 283 habitatges principals, 252 estaven ocupats pels seus propietaris, 21 estaven llogats i ocupats pels llogaters i 10 estaven cedits a títol gratuït; 2 tenien una cambra, 4 en tenien dues, 27 en tenien tres, 85 en tenien quatre i 165 en tenien cinc o més. 229 habitatges disposaven pel capbaix d'una plaça de pàrquing. A 113 habitatges hi havia un automòbil i a 155 n'hi havia dos o més.

### Piràmide de població
La piràmide de població per edats i sexe el 2009 era:
| Homes | Edats   | Dones |
| ----- | ------- | ----- |
| 0     | 95 o +  | 0     |
| 8     | 90 a 94 | 0     |
| 8     | 85 a 89 | 20    |
| 4     | 80 a 84 | 0     |
| 16    | 75 a 79 | 16    |
| 12    | 70 a 74 | 20    |
| 28    | 65 a 69 | 12    |
| 24    | 60 a 64 | 28    |
| 8     | 55 a 59 | 20    |
| 24    | 50 a 54 | 12    |
| 32    | 45 a 49 | 28    |
| 28    | 40 a 44 | 40    |
| 20    | 35 a 39 | 28    |
| 24    | 30 a 34 | 4     |
| 4     | 25 a 29 | 32    |
| 16    | 20 a 24 | 12    |
| 40    | 15 a 19 | 36    |
| 40    | 10 a 14 | 24    |
| 20    | 5 a 9   | 16    |
| 8     | 0 a 4   | 12    |

## Economia
El 2007 la població en edat de treballar era de 460 persones, 337 eren actives i 123 eren inactives. De les 337 persones actives 305 estaven ocupades (165 homes i 140 dones) i 32 estaven aturades (16 homes i 16 dones). De les 123 persones inactives 47 estaven jubilades, 30 estaven estudiant i 46 estaven classificades com a «altres inactius».

### Ingressos
El 2009 a Mérignac hi havia 305 unitats fiscals que integraven 728,5 persones, la mediana anual d'ingressos fiscals per persona era de 18.557 €.

### Activitats econòmiques
Dels 47 establiments que hi havia el 2007, 1 era d'una empresa extractiva, 6 d'empreses alimentàries, 1 d'una empresa de fabricació d'altres productes industrials, 6 d'empreses de construcció, 6 d'empreses de comerç i reparació d'automòbils, 2 d'empreses de transport, 5 d'empreses d'hostatgeria i restauració, 2 d'empreses financeres, 6 d'empreses immobiliàries, 4 d'empreses de serveis, 7 d'entitats de l'administració pública i 1 d'una empresa classificada com a «altres activitats de serveis».
Dels 9 establiments de servei als particulars que hi havia el 2009, 1 era un taller de reparació d'automòbils i de material agrícola, 1 paleta, 1 fusteria, 2 electricistes i 4 restaurants.
Dels 3 establiments comercials que hi havia el 2009, 1 era una botiga de menys de 120 m², 1 una fleca i 1 una carnisseria.
L'any 2000 a Mérignac hi havia 50 explotacions agrícoles que ocupaven un total de 1.443 hectàrees.

## Equipaments sanitaris i escolars
L'únic equipament sanitari que hi havia el 2009 era una farmàcia.
El 2009 hi havia una escola elemental.

## Poblacions més properes
El següent diagrama mostra les poblacions més properes.